# Ampulícids
Els ampulícids (Ampulicidae) són una família d'himenòpters apòcrits. És un grup petit (unes 200 espècies) principalment tropical de vespes apoidees.
Són vespes paràsites, totes usen paneroles com a preses per alimentar a les seves larves. Tenen mandíbules allargades, una constricció semblant a un coll darrere del cap, solcs al tòrax i un abdomen amb un pecíol marcat. Moltes s'assemblen a les formigues altres tenen un brillant color blau o verda maragda.